# Bredsten Sogn

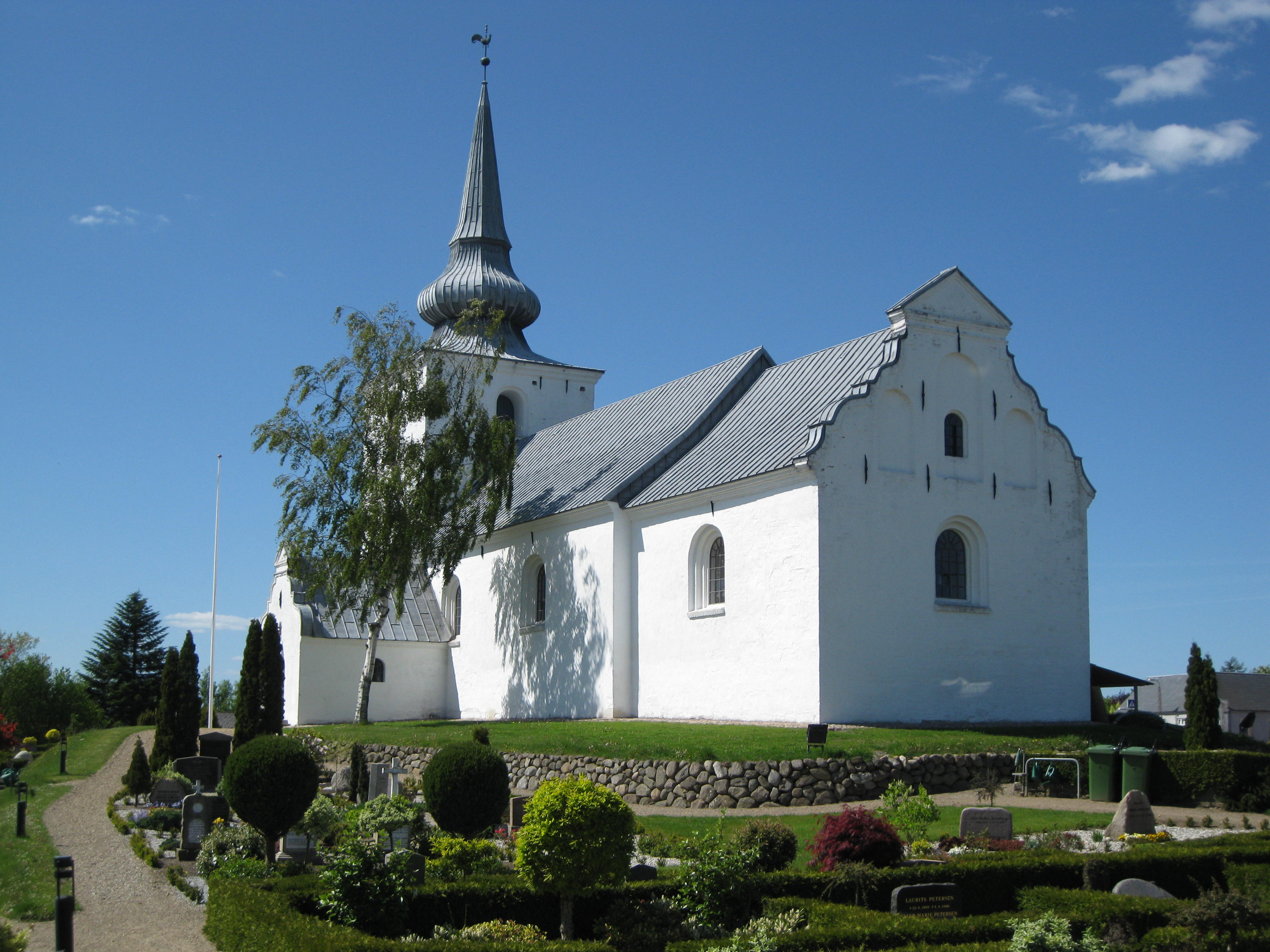
Bredsten Kirke

Bredsten Sogn ist eine Kirchspielsgemeinde (dän.: Sogn) im südlichen Dänemark. Bis 1970 gehörte sie zur Harde Tørrild Herred im damaligen Vejle Amt, danach zur Egtved Kommune im erweiterten Vejle Amt, die im Zuge der  Kommunalreform zum 1. Januar 2007 in der „neuen“  Vejle Kommune in der Region Syddanmark aufgegangen ist.
Im Kirchspiel leben 2333 Einwohner, davon 1784 im Kirchdorf (Stand:1. Januar 2023). Im Kirchspiel liegt die Kirche „Bredsten Kirke“.
Nachbargemeinden sind im Norden Jelling Sogn, im Osten Skibet Sogn, im Süden Ødsted Sogn und im Westen Nørup Sogn.
Das seit den 1970er Jahren existierende Freilichtmuseum Vingsted Historiske Værksted liegt in der Gemeinde.